# 苯乙酰脲
苯乙酰脲，分子式C9H10N2O2，是一种酰基脲类抗惊厥药。